# Nichinan
Nichinan (jap. 日南市 Nichinan-shi) ist eine japanische Stadt in der Präfektur Miyazaki auf der südjapanischen Insel Kyūshū.

## Geographie
Nichinan liegt nördlich von Kushima und südlich von Miyazaki am Pazifischen Ozean.

## Geschichte
Die Stadt wurde am 1. Januar 1950 durch Zusammenfassung der Gemeinden Aburatsu, Obi, Gotanda und anderen gegründet. Der Name der Stadt leitet sich ab als Abkürzung mit dem Nichi aus dem alten Provinznamen Hyūga und nan = Süden, da sie im südlichsten Teil der Provinz/Präfektur liegt.
Am 30. März 2009 fusionierte sie mit Kitagō (北郷町, -chō) und Nangō (南郷町, -chō) aus dem Landkreis Minaminaka-gun zur neuen Stadt Nichinan. Der Landkreis wurde daraufhin aufgelöst.

## Sehenswürdigkeiten

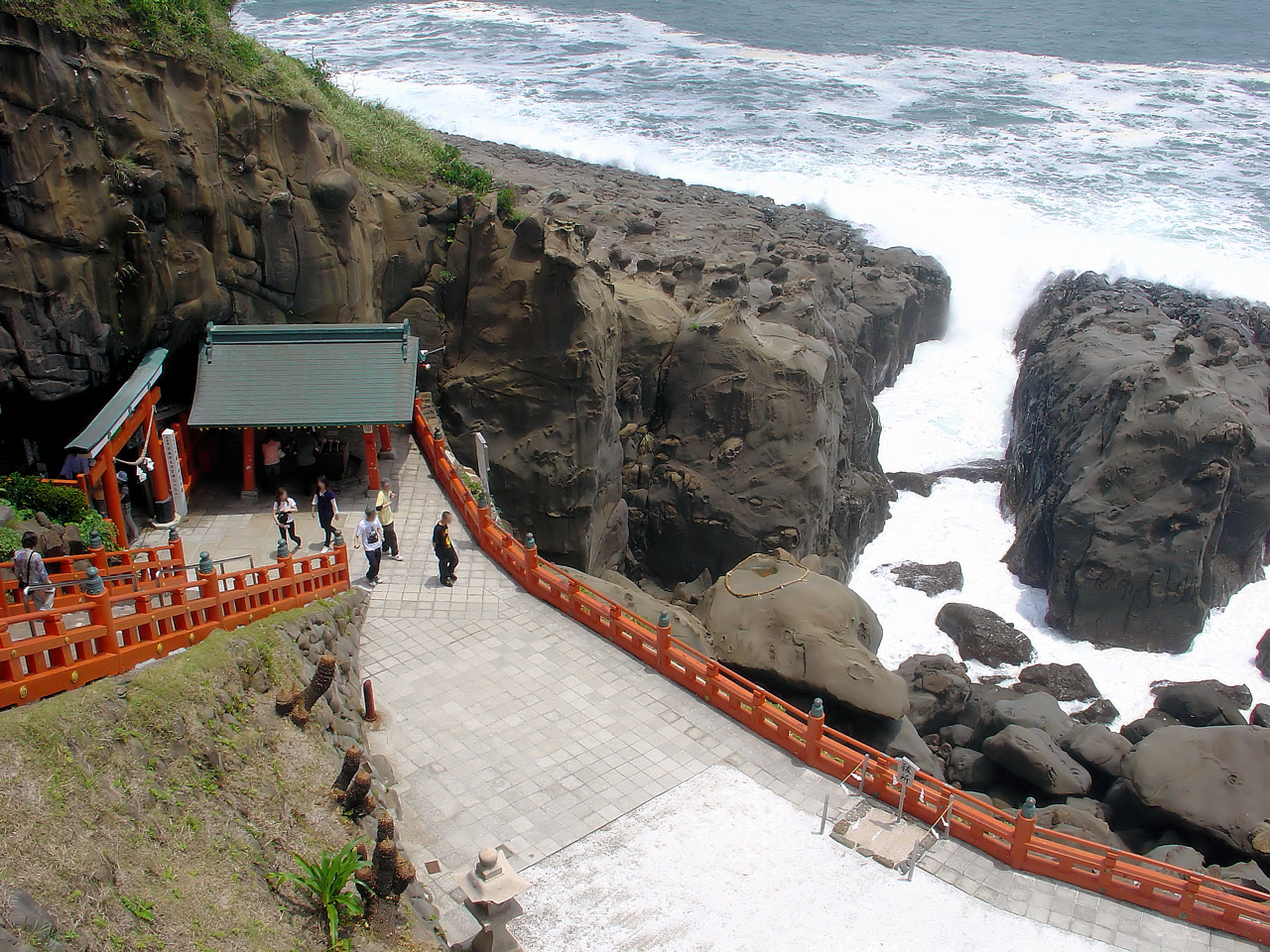
Udo-jingu

- Burg Obi (飫肥城, Obi-jō)
- Udo-Schrein (鵜戸神宮, Udo-jingū)

## Verkehr
- Straßen:
  - Nationalstraße 220
  - Nationalstraße 222
- Zug:
  - JR Nichinan-Linie: nach Miyazaki

## Städtepartnerschaften
- Naha, Japan, seit 1969

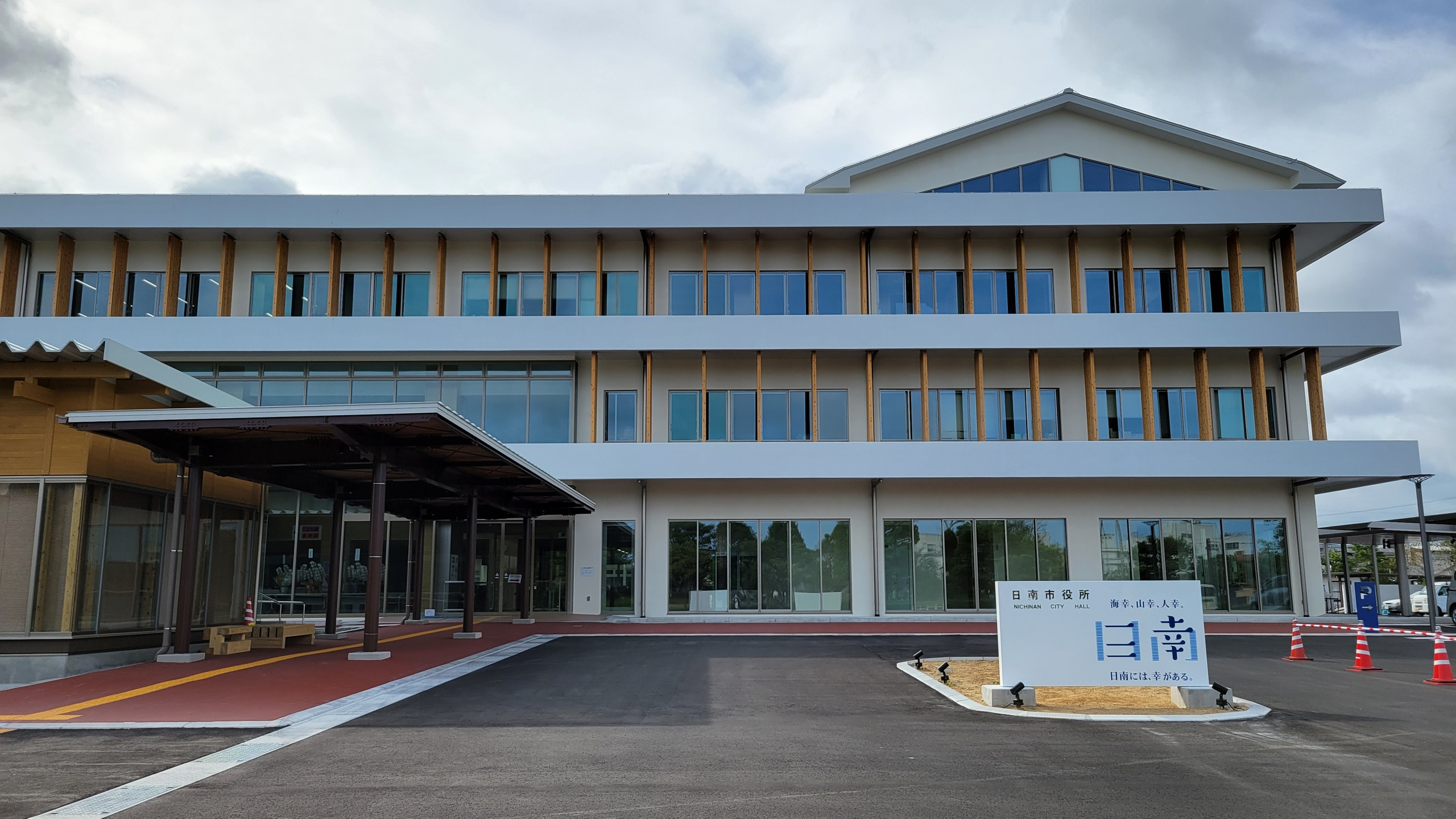
Rathaus 2023

- Portsmouth, Vereinigte Staaten, seit 1985
- Inuyama, Japan, seit 2000

## Söhne und Töchter der Stadt
- Komura Jutaro (1855–1911), Politiker, Diplomat

## Angrenzende Städte und Gemeinden
- Miyazaki
- Miyakonojo
- Kushima
- Mimata
- Kiyotake